# Stylidium leiophyllum
Stylidium leiophyllum är en tvåhjärtbladig växtart som beskrevs av Anthony R. Bean. Stylidium leiophyllum ingår i släktet Stylidium och familjen Stylidiaceae. Inga underarter finns listade i Catalogue of Life.